# Seyne
Pour les articles homonymes, voir La Seyne-sur-Mer et Seynes.
Seyne-les-Alpes redirige ici.
Seyne est une commune française, située dans le département des Alpes-de-Haute-Provence en région Provence-Alpes-Côte d'Azur.
Le nom officiel de la commune, tel que répertorié par le Code officiel géographique publié par l'Insee, est « Seyne ». Il est toutefois fait usage, au niveau local, d'une appellation « Seyne-les-Alpes » jusqu'ici non entérinée par un décret. Ne pas confondre avec la ville de La Seyne-sur-Mer qui est la deuxième ville du Var.
Le nom de ses habitants est Seynois, plus rarement aujourd'hui, on utilise aussi Seynards et Seynardes localement.
Seyne a reçu le label « village et cité de caractère ».

## Géographie

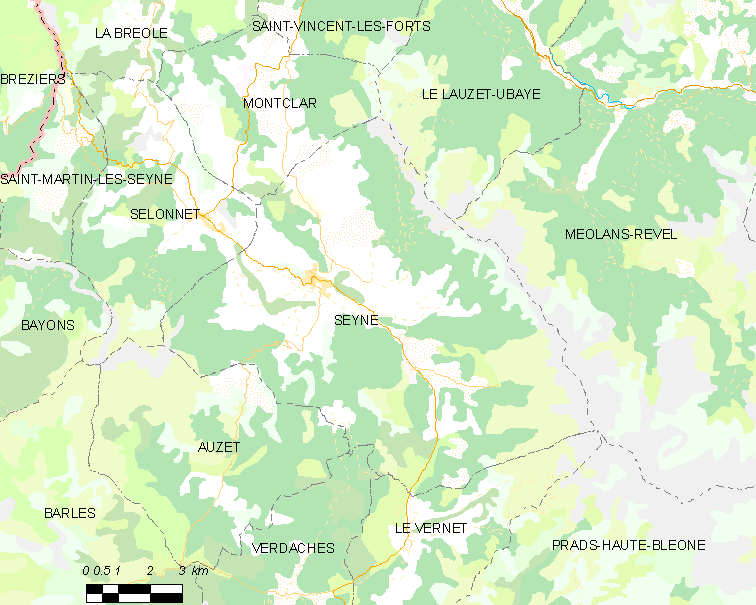
Seyne et les communes voisines (Cliquez sur la carte pour accéder à une grande carte avec la légende).

### Géologie et relief
Le village est situé à 1 260 m d’altitude.
Les fonds de vallée aux sols profonds et coupés de haies dans la vallée de Seyne sont surnommés « la Suisse provençale ».

### Hydrographie
Elle est traversée par la Blanche, affluent de la Durance.

### Climat
Pour des articles plus généraux, voir Climat de Provence-Alpes-Côte d'Azur et Climat des Alpes-de-Haute-Provence.
En 2010, le climat de la commune est de type climat des marges montargnardes, selon une étude du Centre national de la recherche scientifique s'appuyant sur une série de données couvrant la période 1971-2000. En 2020, Météo-France publie une typologie des climats de la France métropolitaine dans laquelle la commune est exposée à un climat de montagne ou de marges de montagne et est dans la région climatique Alpes du sud, caractérisée par une pluviométrie annuelle de 850 à 1 000 mm, minimale en été.
Pour la période 1971-2000, la température annuelle moyenne est de 8,5 °C, avec une amplitude thermique annuelle de 17,1 °C. Le cumul annuel moyen de précipitations est de 991 mm, avec 7,5 jours de précipitations en janvier et 6,2 jours en juillet. Pour la période 1991-2020, la température moyenne annuelle observée sur la station météorologique de Météo-France la plus proche, « Montclar_sapc », sur la commune de Montclar à 5 km à vol d'oiseau, est de 9,3 °C et le cumul annuel moyen de précipitations est de 889,7 mm. 
La température maximale relevée sur cette station est de 36 °C, atteinte le 23 août 2023 ; la température minimale est de −19,2 °C, atteinte le 5 février 2012,,.
Les paramètres climatiques de la commune ont été estimés pour le milieu du siècle (2041-2070) selon différents scénarios d'émission de gaz à effet de serre à partir des nouvelles projections climatiques de référence DRIAS-2020. Ils sont consultables sur un site dédié publié par Météo-France en novembre 2022.

### Voies de communications et transports
Seyne est accessible par la route départementale RD 900, entre Le Lauzet-Ubaye, au nord, et Digne-les-Bains, au sud. La gare SNCF la plus proche est celle de Gare de Digne.

### Environnement
La commune compte 2 800 ha de bois et forêts.

### Risques naturels et technologiques
Aucune des 200 communes du département n'est en zone de risque sismique nul. Le canton de Seyne  est en zone 1b (sismicité faible) selon la classification déterministe de 1991, basée sur les séismes historiques, et en zone 4 (risque moyen) selon la classification probabiliste EC8 de 2011. La commune de Seyne est également exposée à trois autres risques naturels :
- avalanche,
- feu de forêt,
- inondation,
- mouvement de terrain : quelques versants de la commune sont concernés par un aléa moyen à fort[14].

La commune de Seyne est de plus exposée à un risque d’origine technologique, celui de transport de matières dangereuses par route. La départementale RD 900 (ancienne route nationale 100) peut être empruntée par les transports routiers de marchandises dangereuses.
Le plan de prévention des risques naturels prévisibles (PPR) de la commune a été prescrit en 2006 pour les risques avalanche, inondation, mouvement de terrain et séisme; le Dicrim n’existe pas.
Dans la liste qui suit, figurent les tremblements de terre fortement ressentis dans la commune. Ils dépassent une intensité macro-sismique ressentie de V sur l’échelle MSK (dormeurs réveillés, chutes d’objets). Les intensités indiquées sont celles ressenties dans la commune, l’intensité peut être plus forte à l’épicentre :
- le séisme du 22 mars 1949, avec une intensité ressentie de V et un épicentre situé dans la commune du Lauzet[19],
- le séisme du 20 mars 1983, avec une intensité ressentie de V et un épicentre situé dans la commune de Seyne[20].

## Urbanisme

### Typologie
Au 1er janvier 2024, Seyne est catégorisée commune rurale à habitat dispersé, selon la nouvelle grille communale de densité à 7 niveaux définie par l'Insee en 2022.
Elle est située hors unité urbaine et hors attraction des villes,.

### Occupation des sols
L'occupation des sols de la commune, telle qu'elle ressort de la base de données européenne d’occupation biophysique des sols Corine Land Cover (CLC), est marquée par l'importance des forêts et milieux semi-naturels (67 % en 2018), en diminution par rapport à 1990 (68,7 %). La répartition détaillée en 2018 est la suivante :
forêts (46,6 %), zones agricoles hétérogènes (21,4 %), espaces ouverts, sans ou avec peu de végétation (10,3 %), milieux à végétation arbustive et/ou herbacée (10,1 %), prairies (9,8 %), zones urbanisées (0,9 %), espaces verts artificialisés, non agricoles (0,5 %), terres arables (0,5 %).
L'évolution de l’occupation des sols de la commune et de ses infrastructures peut être observée sur les différentes représentations cartographiques du territoire : la carte de Cassini (XVIIIe siècle), la carte d'état-major (1820-1866) et les cartes ou photos aériennes de l'IGN pour la période actuelle (1950 à aujourd'hui).

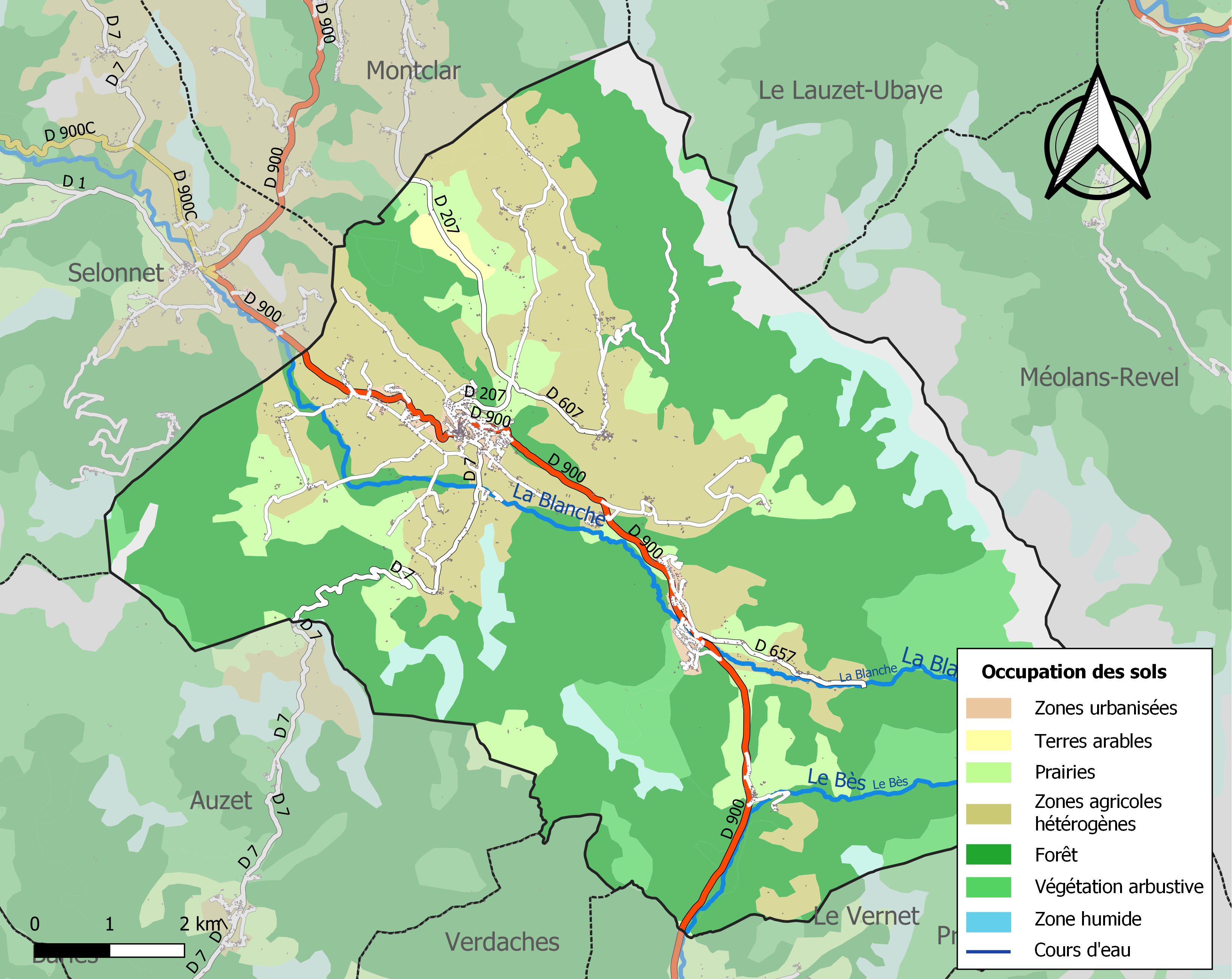
Carte de l'occupation des sols de la commune en 2018 (CLC).

## Toponymie
Le nom du village, tel qu’il apparaît la première fois en 1147 (in Sedena), ferait référence au peuple gaulois des Adanates/Édénates, ou serait construit sur la racine *Sed-, pour rocher, selon Charles Rostaing. Selon le couple Fénié, le nom est issu d’une racine oronymique (servant à caractériser le relief), préceltique, *Sed-. La commune se nomme Sèina en vivaro-alpin et en provençal de norme classique et Sèino dans la norme mistralienne.

## Histoire

### Antiquité
Seyne est avant la conquête romaine la capitale des Adanates/Édénates. Elle obtient le statut de civitas sous l’Empire romain.

### Moyen Âge
Au Moyen Âge, elle apparaît dans les chartes en 1146 (in Sedena), lorsque Raimond-Bérenger IV de Barcelone soumet les barons provençaux révoltés (guerres baussenques) : après s’être emparé d’Arles, il convoque les seigneurs de Haute-Provence à Seyne où ils renouvellent leur hommage. Les seigneurs sont les comtes de Provence, qui la dotent d’un consulat dès 1223 (1220 selon André Gouron), qui sert de modèle à tous les consulats alentour. Vers les années 1220, une grande tour est construite pour défendre la ville, qui est ensuite appelée Seyne-la-Grande-Tour. Un concile régional a lieu en 1267. L’hôpital Saint-Jacques est fondé en 1293, suivi à la fin du XVe siècle par l’hôtel-Dieu.
La mort de la reine Jeanne Ire ouvre une crise de succession à la tête du comté de Provence, les villes de l’Union d'Aix (1382-1387) soutenant Charles de Duras contre Louis Ier d'Anjou. La communauté soutient les Duras jusqu’au 18 septembre 1385, puis change de camp pour rejoindre les Angevins grâce aux négociations patientes de Marie de Blois, veuve de Louis Ier et régente de leur fils Louis II. La reddition de Seyne entraîne celle des communautés de Couloubrous et de Beauvillars.
La foire qui se tient à la fin du Moyen Âge à Seyne bénéficie de sa situation de carrefour, et se maintient jusqu’à la fin de l’Ancien Régime,. Seyne est le siège d’une baillie qui devient une sénéchaussée par la suite : les communautés d’Auzet, Barles, La Bréole, Montclar, Pontis, Selonnet, Saint-Martin-les-Seyne, Saint-Vincent, Ubaye, Verdaches, Le Vernet.
La communauté de Beauvillars comptait 88 feux au dénombrement de 1316. Elle dépendait administrativement de Seyne. Au XVe siècle, les habitants de Beauvillars, ayant voulu s’autonomiser, sont massacrés, les survivants déportés, et le nom de Beauvillars effacé des archives.
La communauté de Couloubrous (Colobrosium, cité au XIIIe siècle), est elle aussi rattachée à Seyne au XVe siècle. Elle comptait 19 feux en 1316, et était dotée elle aussi d’un consulat.

### Temps modernes (1483-1789)

Carte de la ville et de la citadelle de Seyne, vers 1750

Avec la création de l’imprimerie, les écrits et les idées se diffusent, et dans le deuxième tiers du XVIe siècle, le protestantisme s’implante à Seyne. Grâce à l’édit d'Amboise (1563), les fidèles de cette religion sont autorisés à construire un temple, mais à l’écart de la ville.
La ville est prise et pillée par le capitaine protestant Paulon de Mauvans à l’été 1560, durant les guerres de religion. Elle est attaquée par les protestants étrangers à Seyne en 1574, qui la conservent par la suite : le baron d’Allemagne s’y retranche en 1585, devant l’offensive de la Ligue catholique, sans empêcher la prise de la ville par le duc d’Épernon. Lors du siège, le clocher est détruit. À la fin des guerres de religion, Lesdiguières y établit un camp où il prépare sa campagne de reconquête de la Provence contre les Ligueurs ultra-catholiques.
La Réforme avait malgré ces combats un certain succès à Seyne, et une partie des habitants était restée protestante. La communauté protestante se maintient au XVIIe siècle autour de son temple, grâce à l’édit de Nantes (1598). Mais l’abolition de l’édit de Nantes (1685) lui fut fatal, et elle disparut, ses membres émigrant ou étant convertis de force. Riez est avec Seyne et Manosque, l'une des trois seules villes de Haute-Provence qui aient eu régulièrement un pasteur protestant de 1550 à 1685.
En 1656, les deux hôpitaux (hôtel-Dieu et hôpital Saint-Jacques) fusionnent en une seule institution ; les deux sont relogés dans un seul bâtiment, en 1734.
Le 22 avril 1687, venant de la forteresse d'Exilles en Piémont et via Briançon et Embrun, arriva à Seyne le convoi commandé par M. De Saint-Mars et escortant le fameux prisonnier appelé le Masque de fer. La petite troupe fit étape deux jours à Seyne et fut logée, conformément à la pratique de l'époque, chez l'habitant. Seuls Saint-Mars et son prisonnier furent logés à la citadelle de Seyne. Le 24 mars le convoi quitta Seyne en direction de Digne, sa destination finale étant l'Ile de Sainte-Marguerite. Quelques années après geôlier et prisonnier partirent pour la Bastille, à Paris (M.M. Viré: Chronique de Haute-Provence, no 335/336 (1998).
En 1690, le marquis de Parelle conduit l’armée piémontaise de 5 000 hommes qui descend de l’Ubaye et assiège Seyne. La ville est obligée de négocier, l’enceinte médiévale étant insuffisante à assurer sa défense, et la rançon est fixée à 11 000 livres. Cependant, la remontée de la milice de Provence et du régiment d'Alsace le font reculer. Dès le 24 décembre, des crédits sont débloqués et neuf bastions construits par Niquet, la nouvelle enceinte achevée en août 1691 laisse la Grande Tour à l’extérieur de la ville, mais renforcée.
Après l’alerte plus sérieuse de 1692, c’est toute la frontière alpestre qui est révisée par Vauban. En tournée en décembre 1692, il demande la construction d’une citadelle incluant la Grande Tour. Richerand mène les travaux de 1693 à 1699. Bien qu’insatisfait lors de son voyage d’inspection en 1700, Vauban ne réussit pas à faire modifier les fortifications, à part par la construction de redoutes de revers au nord. L’annexion de l’Ubaye par le traité d'Utrecht éloigne suffisamment la menace pour que les travaux soient repoussés sine die (à part des réparations des murailles en 1786). Dans cet état, la ville est occupée par les Austro-Sardes en 1748 (guerre de Succession d'Autriche) et en 1815, à la fin des guerres de l'Empire. La place est presque désarmée : à la fin de l’Ancien Régime, elle possède neuf canons servis par une garnison de trois invalides, et un arsenal de 93 fusils.
La ville est le siège d’une viguerie jusqu’à la Révolution et d’un bureau de la poste royale à la fin de l’Ancien Régime.

### Révolution française
Peu avant la Révolution française, l’agitation monte. Outre les problèmes fiscaux présents depuis plusieurs années, la récolte de 1788 avait été mauvaise et l’hiver 1788-89 très froid. L’élection des États généraux de 1789 avait été préparée par celles des États de Provence de 1788 et de janvier 1789, ce qui avait contribué à faire ressortir les oppositions politiques de classe et à provoquer une certaine agitation. C’est au moment de la rédaction des cahiers de doléances, fin mars, qu’une vague insurrectionnelle secoue la Provence. Une émeute frumentaire se produit à Seyne le 29 mars. Des paysans se regroupent, protestent par des cris, menacent les possédants : l’émeute ne va pas plus loin, et n’obtient aucun changement, contrairement à d’autres de la région. Dans un premier temps, la réaction consiste dans le rassemblement d’effectifs de la maréchaussée sur place. Puis des poursuites judiciaires sont diligentées par le Parlement de Provence, mais les condamnations ne sont pas exécutées, la prise de la Bastille comme les troubles de la Grande peur provoquant, par mesure d’apaisement, une amnistie début août.
La nouvelle de la prise de la Bastille est accueillie favorablement, cet événement annonçant la fin de l’arbitraire royal et, peut-être, des changements plus profonds dans l’organisation de la France. Immédiatement après l’arrivée de la nouvelle, un grand phénomène de peur collective s’empare de la France, par peur du complot des aristocrates désirant recouvrer leurs privilèges. Des rumeurs de troupes en armes dévastant tout sur son passage se propagent à grande vitesse, provoquant des prises d’armes, l’organisation de milices et des violences anti-nobiliaires. Cette Grande Peur, venant de Tallard et appartenant au courant de la « peur du Mâconnais », atteint Seyne le soir du 31 juillet 1789. Les consuls de Turriers et de Bellaffaire, étant prévenus par ceux de Gap qu’une troupe de 5 à 6 000 brigands se dirigeait vers la Haute-Provence après avoir pillé le Dauphiné, transmettent la nouvelle aux consuls de Seyne. Immédiatement mis en alerte par la rumeur, les consuls de Seyne transmettent la nouvelle à Sisteron et Digne, faisant ainsi se propager la Grande peur. Ils préviennent également toutes les paroisses du ressort de la viguerie de Seyne, et envoient des messagers à Gap et Embrun demander des nouvelles. L’arsenal de la citadelle de Seyne est réquisitionné, et les 93 fusils et 9 canons sont distribués aux hommes de Seyne et des villages de Saint-Pons, Selonnet et Chardavon, venus se réfugier avec leurs meubles et leur bétail à l’abri des murs de la citadelle.
Dans la nuit, des messagers venus de Rochebrune et La Motte confirment les « nouvelles », et ajoutent que Romans a été mis à sac. Du Sud, des nouvelles aussi inquiétantes arrivent, sur l’occupation de Castellane par 4 000 Barbets et l’avancée de 1 000 Piémontais dans la vallée de la Durance. Dès le 2 août, l’affolement retombe, les faits-divers à l’origine des rumeurs étant éclaircis. Mais un changement important a eu lieu : toutes les communautés du (futur) département se sont armées, organisées pour se défendre et défendre leurs voisins. Un sentiment de solidarité est né à l’intérieur des communautés et entre communautés voisines, et les consuls décident généralement de maintenir les gardes nationales sur pied. Aussitôt la peur retombée, les autorités recommandent toutefois de désarmer les ouvriers et les paysans sans terre, pour ne conserver que les propriétaires dans les gardes nationales.
La société patriotique de la commune y est créée pendant l’été 1792.

### XIXesiècle
Seyne était essentiellement un pays agricole. l'aspérité du climat limitant l'agriculture aux végétaux supportant le froid (blé, seigle, épeautre, chanvre, pommes, poires, prunes...) et ne permettant pas de cultiver les végétaux usuels en Provence tels que tomates, raisins, figues. Le pays de Seyne était essentiellement un pays d'élevage. Outre les bovins et les ovins, le pays disposait de vastes prairies permettant l'élevage de chevaux et, surtout de mulets, pour lesquels il existait à l'époque de vastes débouchés commerciaux au niveau local et qui assurèrent la prospérité de la vallée. Cet élevage, déjà attesté vers 1300, a atteint son point culminant au XIXe avec le développement des moyens de transports, permettant l'accès à des marchés lointains et a duré jusqu'aux années 1950 et la mécanisation de l'agriculture. Le commerce des brebis et des agneaux était développé. Il existait, dans les années 1930-1960, un commerce en gros de laines brutes tenu par Joseph Savornin.
Seyne connaît une certaine industrialisation au XIXe siècle, avec le développement d’industries textiles. Il existait également une carrière d'ardoises, qui fut exploitée jusque vers 1900.Vers cette époque, les maisons ont été couvertes avec des tuiles (tuiles écailles rondes que l'on trouve encore sur certains toits) fabriquées localement par l'entrepreneur Joseph Frangi (L. et M. Most, Les cantons de Seyne et du Lauzet dans la première moitié du siècle, 2003, p. 27 et suivantes).
Comme de nombreuses communes du département, Seyne se dote d’écoles bien avant les lois Jules Ferry : en 1863, elle en possède cinq, installées au chef-lieu et aux villages de Pompiéry, au Bas-Chardavon, à Saint-Pons et à Couloubroux. Ces écoles dispensent une instruction primaire aux garçons. Au chef-lieu, une école réservée aux filles est imposée par la loi Falloux (1851). La commune profite des subventions de la deuxième loi Duruy (1877) pour reconstruire ou rénover ses écoles : seule l’école du Bas-Chardavon n’est pas concernée. Seyne ne parait pas avoir participé au soulèvement contre le coup d’État de Louis-Napoléon Bonaparte le 2 décembre 1851, sans doute parce que la vallée de la Blanche était très isolée du reste du département et ne fut avertie que tardivement des évènements. De plus, Seyne avait une importante garnison au Fort. d'ailleurs, le préfet des Basses-Alpes, lors de sa fuite de Digne prise par les insurgés, fit étape au fort de Seyne avant de gagner les Hautes-Alpes voisines.
Le réseau routier, auparavant limité à des chemins muletiers dans la vallée de la Blanche, fut développé sous Louis-Philippe et Napoléon III : en 1835, construction d'une route carrossable entre Digne et Seyne (les communes du canton ont toutes participé à son financement) ; en 1855 : tracé de la route à partir de Selonnet au travers des Gorges de la Blanche par La Garde en direction de Gap ; en 1864, allongement du tronçon construit en 1835 jusqu'à Coni, en Italie et passant par le territoire de Selonnet (R. Du Colombier, Selonnet, hier, aujourd'hui, demain, 1965, p. 32 et 33). Sous la IIIe République, plusieurs routes furent construites à proximité qui ont contribué à désenclaver la commune (route des Tourniquets).
Avec la mécanisation de l'agriculture et l'exode rural, de nombreux habitants originaires de Seyne ont quitté le pays. La plupart sont allés dans les villes de Basses Provence, Lyon ou Paris, mais nombreux sont ceux qui sont partis en Amérique, non seulement au Mexique, à l'instar de leurs voisins de Barcelonnette, mais aussi en Argentine, aux États-Unis, notamment au Névada, dans la ville de Winnemucca, Humboldt county, où vivait une importante communauté originaire de la région de Seyne (L. et M. Most, Les cantons de Seyne et du Lauzet dans la première moitié du siècle, 2003, p. 282 et suivantes). Parmi eux, on peut citer Joseph Rougon (1848-1922). Mobilisé  lors de la guerre franco-allemande de 1870, Joseph Rougon émigra au Nevada en 1871, à Winnemucca, dans le comté de Humboldt. Propriétaire d'un ranch et éleveur, il fut le superintendant chargé de l'approvisionnement en eau et en électricité du comté, interprète auprès du tribunal et juge de paix. Il était membre de la confrérie des Fils de Pythéas ; Eugène Galland (1858-1935) fut éleveur de moutons au Nevada avec son frère Albert Galland (1867-vers 1924). Ce dernier, qui était propriétaire d'un magasin général à Golconda, participa à la ruée vers l'or au Klondike en 1898-1900 ; Augustin, Paul, Alfred Bayle (1882-1915), installé dans l'ouest canadien, il devint fermier à Lafléche, une commune majoritairement peuplée de francophones originaires du Québec, de France et de Belgique, dans la province de Saskatchevan. Rentré en France lors de la mobilisation de 1914, il est mort au front en 1915 ; Les frères Germain, Joseph, Bienvenu et Jean-Irénée Savornin furent éleveur de moutons au Nevada vers 1880-1900 ; Joseph Savornin (1885-1958) et son frère Irénée Savornin (1887-1982) furent éleveurs de moutons à Grand-Junction (Colorado) ; Alphonse Savornin (1888-1948) au Nevada puis meunier en Colombie britannique (Canada).
Il y eut également des départs pour l'Algérie, à la suite de Pierre Borrely-La Sapie (voir ce nom au chapitre des personnalités). À la fin du XIXe et au début du XXe siècle, le développement de la commune et des infrastructures routières, ont favorisé la venue de plusieurs familles de maçons originaires d'Italie et de Suisse, qui y ont fait souche (voir les recensements mis en ligne sur le site des Archives départementales).
Aucun habitant de Seyne n'ayant été tué lors de la guerre de 1870-1871, une chapelle fut élevée en remerciement dans un style néo-bysanthin au bout du village en direction de Selonnet (dite Chapelle d'Hermitte) et affectée aux anciens combattants grâce à un don versé par un militaire retraité originaire de Seyne, le commandant Joseph Pommier (1808-1888).
La commune fut fortement touchée par la guerre de 1914 puisque 73 habitants, presque tous agriculteurs, ont été tués, sans compter ceux qui sont décédés des suites de leurs blessures. Le livre d'or des habitants de Seyne morts à la guerre ne comporte que 59 noms: Seyne - Livres d'or 14/18 - 1914 - 1918 - Geneanet. La différence s'explique par la circonstance que certains seynois ayant déménagé et n'étant plus domiciliés au village ont pu être omis par ce décompte qui ne prenait en considération que les seules personnes domiciliées sur la commune.
Pendant l'Occupation, un maquis était installé dans les montagnes de la vallée de la Blanche. Soutenu par le réseau britannique Buckmaster, il était notamment chargé de réceptionner les parachutages alliés d'armes et de matériels lors de la préparation du débarquement de Provence. Plusieurs réfractaires au Service du travail obligatoire regroupés dans la région ont rejoint le maquis.
Le 12 juillet 1942, à l'occasion de la fête scolaire organisée en l'honneur de la visite du ministre de la Jeunesse, trois institutrices, Mmes Simone Barneaud, Louise Frangi et Elise Savornin, furent accusées d'avoir volontairement omis d'assister au lever des couleurs avec leurs classes, par hostilité envers le régime de Vichy. Les trois institutrices, d'abord menacées d'un déplacement d'office, furent soutenues par une pétition signée par les parents d'élèves et par la municipalité (25 septembre 1942) et de virent finalement infliger une sanction de réprimande, qui fut levée à la Libération (dossier professionnel des intéressées).

### Le crash de l'Airbus A320 de la Germanwings
L'Airbus A320-211, qui reliait Barcelone et Düsseldorf, s'est écrasé le 24 mars 2015, avec 150 passagers à bord, dans la haute vallée de l'Arigéol, affluent de la Bléone (Alpes-de-Haute-Provence) sur le territoire de la commune de Prads-Haute-Bléone, dans les Alpes-de-Haute-Provence,.

## Politique et administration

### Liste des maires
| Période                                  | Période     | Identité               | Étiquette             | Qualité                                                                                           |
| ---------------------------------------- | ----------- | ---------------------- | --------------------- | ------------------------------------------------------------------------------------------------- |
|                                          |             | Charles Prunier        | républicain           | éleveur de chevaux, conseiller général du canton de Seyne                                         |
|                                          |             | Joseph Prunier         | républicain           | éleveur de chevaux, conseiller général du canton de Seyne                                         |
|                                          |             | Ernest Barneaud        | Républicain de gauche | Entrepreneur, conseiller général                                                                  |
| 1924                                     | 1945        | Docteur Joseph Cezilly | Républicain           | Médecin, conseiller d'arrondissement                                                              |
| 1944                                     | 1945        | André Turrel           | SFIO                  | Maréchal-ferrant expert puis buraliste, conseiller général et d'arrondissement du canton de Seyne |
| mai 1945                                 | 1961        | Yves Ramus             |                       | Entrepreneur de travaux publics, conseiller de l'Union française, conseiller général              |
| 1961                                     | 1971        | Marius Chiardola       |                       | Docteur vétérinaire                                                                               |
| 1971                                     | 1989        | Guy Derbez             | UDF                   | Professeur de mathématiques                                                                       |
| mars 1989                                | 2008        | Francis Hermitte       | PS                    | Médecin                                                                                           |
| mars 2008                                | 2014        | André Savornin         | UMP                   |                                                                                                   |
| avril 2014                               | 23 mai 2020 | Francis Hermitte,      | PS                    | Médecin                                                                                           |
| 23 mai 2020                              | En cours    | Laurent Pascal         |                       | Fonctionnaire territorial                                                                         |
| Les données manquantes sont à compléter. |             |                        |                       |                                                                                                   |

### Intercommunalité
Seyne fait partie :
- de 2008 à 2017, de la Communauté de communes du Pays de Seyne ;
- depuis le 1er janvier 2017, de la communauté d'agglomération Provence-Alpes.

### Politique environnementale
Seyne est classé une fleur au concours des villes et villages fleuris.

### Administrations
Une brigade de gendarmerie chef-lieu de communauté est implantée à Seyne, quartier saint-Pierre. Jusqu'à l'entre-deux-guerres, la brigade de gendarmerie de Seyne était à cheval. Elle comprenait cinq hommes, dont un brigadier. Au XIXe siècle, la gendarmerie était située rue Basse, puis déménagea Place d'armes en 1906 dans le bâtiment de l''actuelle Maison de pays de Seyne, bâti à partir de 1904 par Joseph et Fernand FRANGI, entrepreneurs de travaux publics à Selonnet, qui ont également construit, sur le même modèle, la gendrarmerie de Turriers (.L. et M. Most: "La vie au pays de Turriers dans la première moitié du siècle, 1993, p 68).

## Population et société

### Démographie

#### Évolution démographique
L'évolution du nombre d'habitants est connue à travers les recensements de la population effectués dans la commune depuis 1765. Pour les communes de moins de 10 000 habitants, une enquête de recensement portant sur toute la population est réalisée tous les cinq ans, les populations de référence des années intermédiaires étant quant à elles estimées par interpolation ou extrapolation. Pour la commune, le premier recensement exhaustif entrant dans le cadre du nouveau dispositif a été réalisé en 2004.

En 2022, la commune comptait 1 365 habitants, en évolution de +1,26 % par rapport à 2016 (Alpes-de-Haute-Provence : +2,84 %, France hors Mayotte : +2,11 %).
| 1765  | 1793  | 1800  | 1806  | 1821  | 1831  | 1836  | 1841  | 1846  |
| ----- | ----- | ----- | ----- | ----- | ----- | ----- | ----- | ----- |
| 2 556 | 2 557 | 2 557 | 2 720 | 2 952 | 2 795 | 2 881 | 2 894 | 3 069 |

| 1851  | 1856  | 1861  | 1866  | 1872  | 1876  | 1881  | 1886  | 1891  |
| ----- | ----- | ----- | ----- | ----- | ----- | ----- | ----- | ----- |
| 2 686 | 2 485 | 2 508 | 2 511 | 2 312 | 2 241 | 2 162 | 2 195 | 1 902 |

| 1896  | 1901  | 1906  | 1911  | 1921  | 1926  | 1931  | 1936  | 1946  |
| ----- | ----- | ----- | ----- | ----- | ----- | ----- | ----- | ----- |
| 1 786 | 1 715 | 1 718 | 1 620 | 1 360 | 1 255 | 1 205 | 1 204 | 1 173 |

| 1954  | 1962  | 1968  | 1975  | 1982  | 1990  | 1999  | 2004  | 2006  |
| ----- | ----- | ----- | ----- | ----- | ----- | ----- | ----- | ----- |
| 1 148 | 1 183 | 1 222 | 1 214 | 1 287 | 1 222 | 1 440 | 1 436 | 1 426 |

| 2009  | 2014  | 2019  | 2022  | - | - | - | - | - |
| ----- | ----- | ----- | ----- | - | - | - | - | - |
| 1 434 | 1 365 | 1 379 | 1 365 | - | - | - | - | - |

| 1249     | 1263     | 1315     | 1471     |
| -------- | -------- | -------- | -------- |
| 182 feux | 200 feux | 320 feux | 182 feux |

L’histoire démographique de Seyne, après la saignée des XIVe et XVe siècles et le long mouvement de croissance jusqu’au début du XIXe siècle, est marquée par une période d’« étale » où la population reste relativement stable à un niveau élevé. Cette période dure de 1821 à 1861. L’exode rural provoque ensuite un mouvement de recul démographique de longue durée. En 1921, la commune a perdu plus de la moitié de sa population par rapport au maximum historique de 1846. Le mouvement de baisse se poursuit jusqu’aux années 1970. Depuis, la croissance de la population a repris mais sans revenir à son niveau de 1911.

#### Pyramide des âges
En 2021, le taux de personnes d'un âge inférieur à 30 ans s'élève à 26,8 %, soit en dessous de la moyenne départementale (28,7 %). À l'inverse, le taux de personnes d'âge supérieur à 60 ans est de 41,9 % la même année, alors qu'il est de 34,2 % au niveau départemental.
En 2021, la commune comptait 666 hommes pour 700 femmes, soit un taux de 51,24 % de femmes, légèrement inférieur au taux départemental (51,53 %).
Les pyramides des âges de la commune et du département s'établissent comme suit :
| Hommes | Classe d’âge | Femmes |
| ------ | ------------ | ------ |
| 1,7    | 90 ou +      | 4,9    |
| 11,7   | 75-89 ans    | 14,5   |
| 26,2   | 60-74 ans    | 24,7   |
| 19,5   | 45-59 ans    | 19,6   |
| 11,6   | 30-44 ans    | 11,8   |
| 13,9   | 15-29 ans    | 11,6   |
| 15,5   | 0-14 ans     | 12,8   |

| Hommes | Classe d’âge | Femmes |
| ------ | ------------ | ------ |
| 1      | 90 ou +      | 2,5    |
| 9,9    | 75-89 ans    | 12,2   |
| 21,3   | 60-74 ans    | 21,4   |
| 20,9   | 45-59 ans    | 21     |
| 16,1   | 30-44 ans    | 16,1   |
| 14,3   | 15-29 ans    | 12,2   |
| 16,5   | 0-14 ans     | 14,6   |

### Enseignement
La commune est dotée de trois établissements d’enseignement :
- deux écoles, une primaire et une maternelle[76] ;
- le collège Marcel-André[77].

### Santé
Un hôpital local est implanté sur la commune.

## Économie
L'économie de Seyne s'articule autour de deux pôles, l'agriculture et le tourisme.

### Industrie
Alp'entreprise, active dans le secteur du BTP, emploie 15 salariés.

### Tourisme
La commune possède une station de ski alpin Le Grand Puy et une station de ski nordique au col du Fanget.
Au cours de la saison 2016/2017, la commune a complétement restructuré son domaine skiable en construisant un nouveau télésiège quatre places ainsi que deux nouveaux téleskis. Des travaux importants ont également été effectués sur le réseau de neige de culture.
Le 6 octobre 2024, les habitants de la commune valident par référendum la fin de l’activité de ski décidée le 22 juillet par leurs élus, le domaine skiable (24 kilomètres de pistes, entre 1 370 mètres et 1 800 mètres d’altitude) étant de moins en moins enneigé, du fait du réchauffement climatique.
Il existe un projet de construction d'un refuge de haute montagne et d'aménagement d'une via ferrata sous la montagne de Roche Close.
Anciennement la commune possédait un ou deux téléskis vers le col Saint-Jean.
Le sentier de grande randonnée 6, reliant Sainte-Foy-la-Grande à Saint-Paul-sur-Ubaye, traverse Seyne.

## Culture locale et patrimoine

### Lieux et monuments

#### Fortifications
Des fortifications médiévales subsistent :
- la porte fortifiée de la rue Basse, du XIVe siècle[82] ;
- la tour Maubert, ou Grande Tour, à trois étages[83], construite à l’extérieur de l’enceinte au XIIe siècle. De plan rectangulaire, haute de 12 m, elle était reliée à la ville[84]. Elle a été revue sous la Restauration[83].

Le reste de l’enceinte était en fait constitué des murs des maisons, construites en continu, sans ouvertures sur l’extérieur. On entrait dans la ville, soit au nord par la porte fortifiée qui existe toujours, rue basse et, au sud, côté place d'armes, par la Porte de Savoie (car c'était la route qui conduisait au Lauzet et Ubaye, qui appartenaient alors au duc de Savoie), détruite au XIXe siècle, ainsi que plusieurs tours, dont la Tour Savornine.
En 1690-1691, l’ingénieur Niquet fait commencer des travaux d’une nouvelle enceinte beaucoup plus grande, avec neuf tours bastionnées dont six subsistent. Ces tours à deux niveaux, sur sous-sol, de plan pentagonal, sont une innovation de Niquet. Ces travaux ont été revus par Vauban, qui demande l’ajout d’une citadelle lors de son passage en 1692. La citadelle de Seyne est construite par Richerand, à partir de 1693, et achevée en 1700. Cette citadelle trop étroite, dite Vauban mais qui ne le satisfit pas lors de son voyage d’inspection, domine la vallée de la Blanche. Longue de 200 m, large de 50, elle intègre une ancienne tour modifiée pour accueillir de l’artillerie, est dotée d’une caserne, et son entrée est défendue, côté ville, par une tenaille. L’enceinte, quant à elle, est achevée en 1705. Le fort de Seyne était une annexe de l'Hôtel des Invalides de Paris et accueillait des militaires éclopés ou invalides dans son personnel, qui occupaient des fonctions compatibles avec leurs blessures (portier-consigne, garde-portes, porte-clefs, prévôts...), dont certains ont fait souche en épousant des filles du pays. la garnison comportait un bataillon uniquement composés d'invalides répartis entre Seyne et Saint-Vincent, dont des Irlandais et des Écossais catholiques partisans des Stuart contre le prince d'Orange et les Hanovre.
La place forte, en première ligne au moment de sa construction, se retrouve en 3e ligne après le traité d'Utrecht (1713) qui réunit la vallée de l'Ubaye à la France, et n’est défendue que par deux compagnies d’invalides jusqu’à la Révolution, et une garnison réduite pendant la période 1790-1815. En 1745 puis en 1815, le fort fut occupé par une garnison autrichienne. La Restauration lui ajoute une batterie avancée ou ouvrage à cornes, reconstruit la porte (1821), ajoute des casemates à feux de revers, des caponnières.
Le fort de Seyne a également servi de lieu de détention. En 1686, le fameux Masque de fer y fut détenu deux jours (voir ci-dessous). En 1791 Mgr Jean-Baptiste de Bonneval (1747-1837), chanoine théologal de Saint-Sauveur à Aix-en-Provence et évêque de Senez y fut placé en état d'arrestation pendant cinquante jours pour avoir refusé de prêter serment à la constitution civile du clergé  puis fut envoyé en exil en Italie (Turin puis Rome). Des prisonniers de guerre piémontais et autrichiens y furent détenus en 1795. En 1809, un réfractaire refusant de partir faire campagne pour l'"ogre corse" (Napoléon), Jean-Jacques Turrel (1787-1842), berger à Maure, y fut détenu en attendant son procès à Digne ainsi que son père, Jacques Turrel (1752-1809), qui l'avait caché. En 1851 et 1852 des opposants au coup d'État du 2 décembre 1851, principalement venus de Barcelonnette, furent rassemblés au fort en attendant d'être convoyés sur Digne pour y être jugés.
Le fort avait été construit pour constituer une ligne de défense sur la frontière avec le Piémont. Avec le retour de Barcelonnette (1714) puis de Nice (1860), l'intérêt stratégique de Seyne fut fortement réduit. La citadelle fut déclassée en 1866 et, en compensation, l'État finança la construction d'une route nationale afin de désenclaver le pays. La garnison de Seyne envoyée sur Saint-Vincent, situé plus près de la frontière. D'abord conservée comme dépôt de réserve pour l'artillerie et le génie (un militaire de chacune de ces armes étant maintenu pour en assurer la garde), elle ne fut finalement plus occupée, un unique gardien en assurant la surveillance de 1887 à 1907. Elle fut finalement vendue à des particuliers qui ne purent en assurer ni l'entretien, ni l'exploiter et se délabra rapidement. Passée de mains en mains, la commune la rachète en 1977, et commence depuis des travaux de restauration. L’enceinte est un monument historique classé.

#### Architecture civile
Plusieurs maisons des rues du vieux centre datent du XVIIe siècle, avec notamment l’ancienne mairie (Grand rue) et une maison proche de 1788, mais avec une porte en plein cintre. Toujours Grand rue, une maison date de 1605. Une maison de la rue Haute date de 1708, et voisine avec une autre de la fin du Moyen Âge, dont l’encorbellement est soutenu par des consoles en bois mouluré. D’autres maisons de la Grand rue ont conservé en façade des arcades, élément caractéristique de l’époque médiévale mais datées elles aussi du XVIIIe siècle.
L’hôpital est construit en 1734. Le banc à dossier sculpté, à assise en cuir, et la table de hêtre à cinq pieds, des XVIIe et XVIIIe siècles, actuellement conservés à l’hôtel de ville, proviennent de l’hôpital, et sont classés monuments historiques au titre objet,.
Plusieurs fermes de la commune sont fortifiées.

#### Art religieux

##### Église Notre-Dame-de-Nazareth

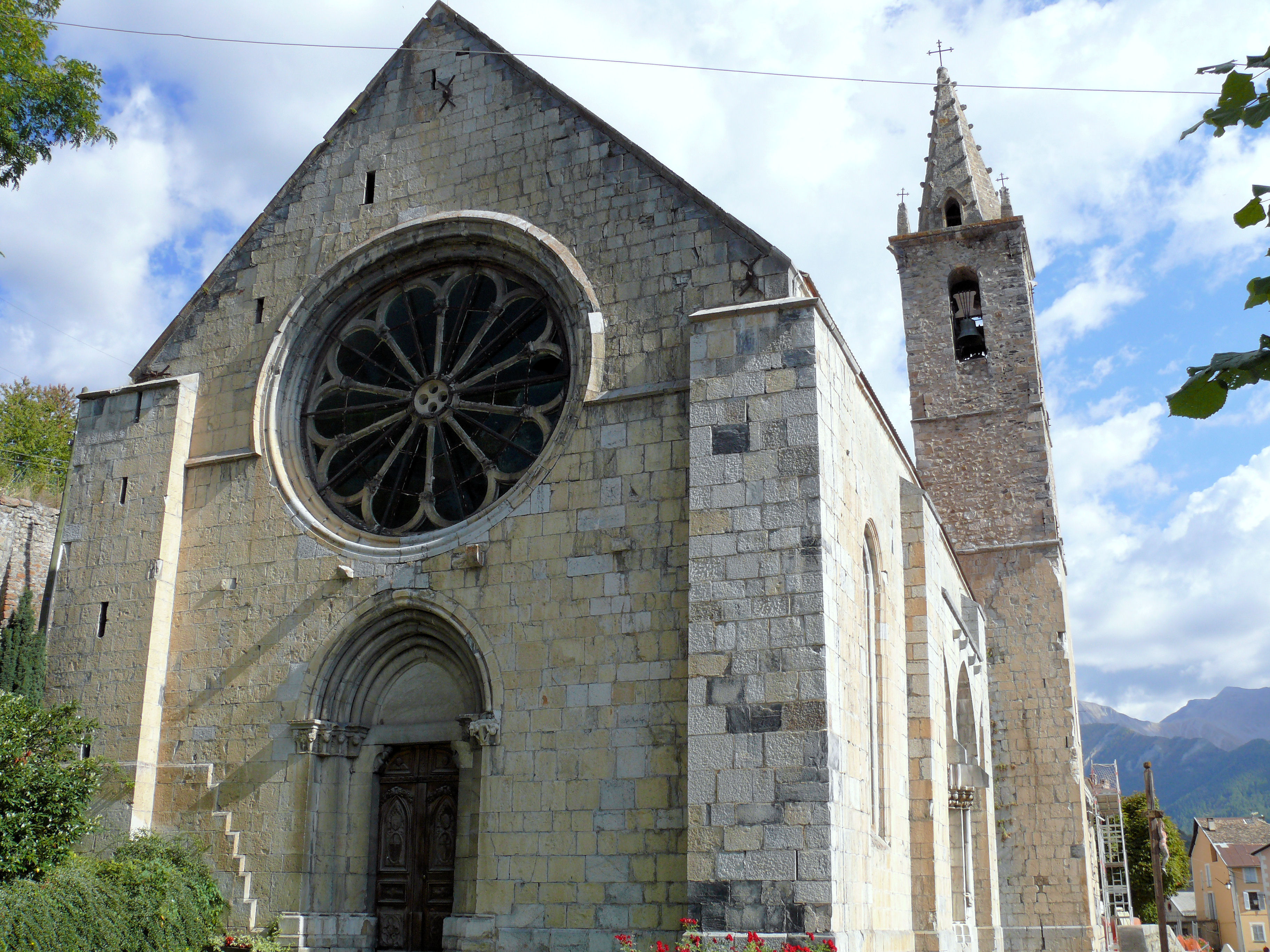
Façade à rosace.

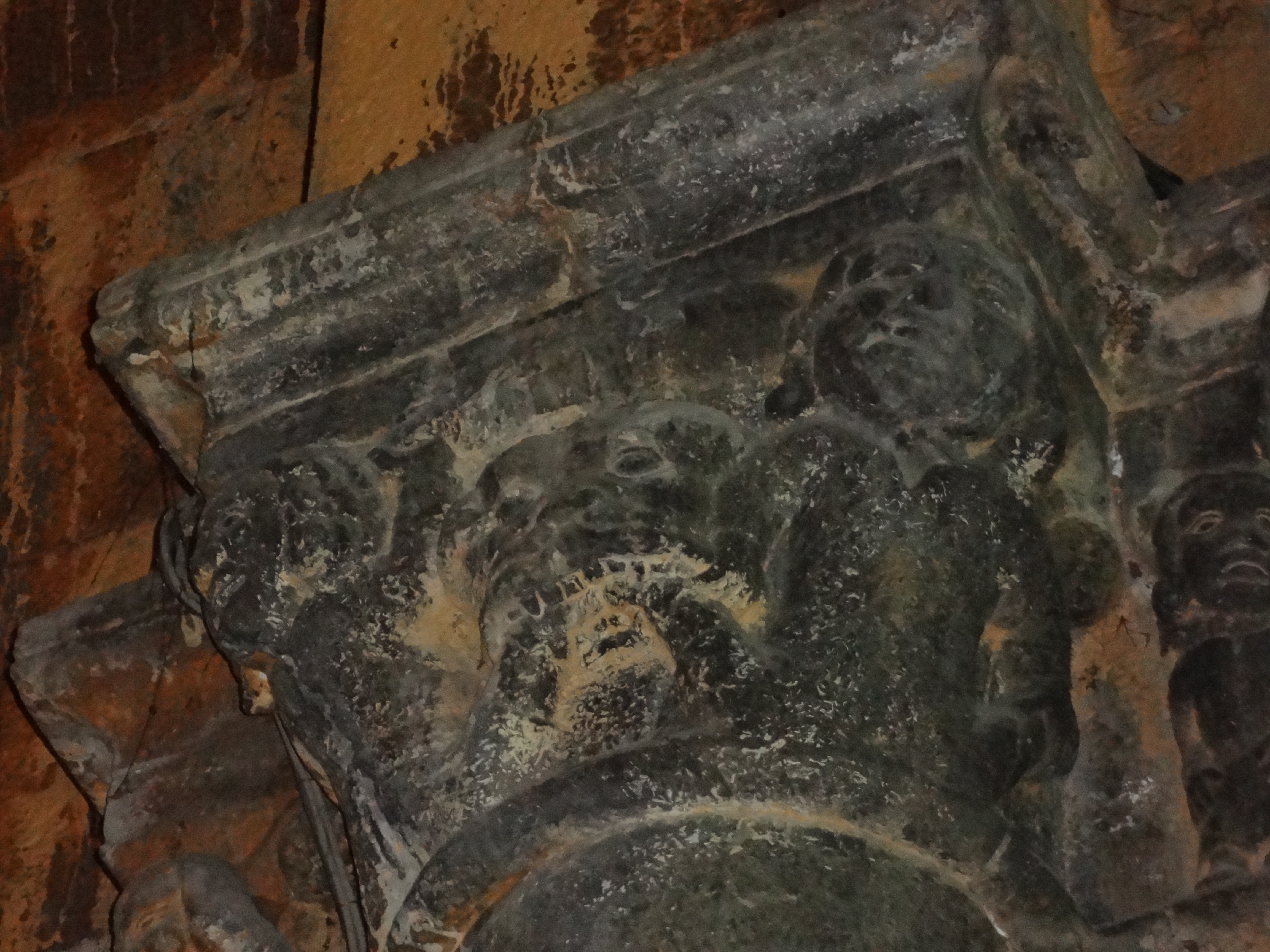
Chapiteau.

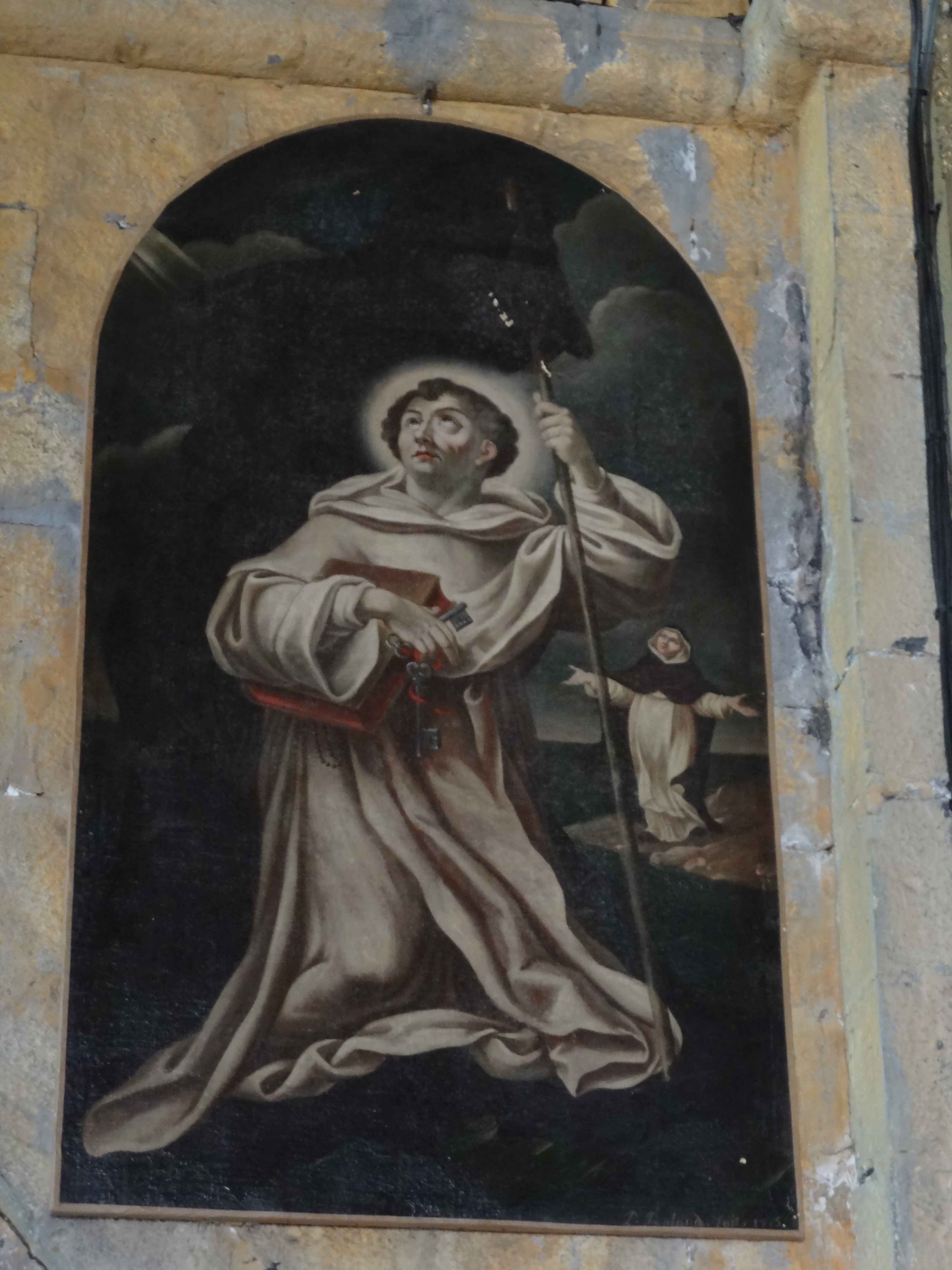
Saint en extase (1713).

L’église Notre-Dame-de-Nazareth, de style roman, a globalement conservé son aspect primitif. Attribuée légendairement à Charlemagne, la construction du bâtiment actuel peut remonter au milieu du XIIe siècle. La façade occidentale est ornée d’une vaste rosace à douze rayons. Elle est également ornée d’un cadran solaire, composé sur une plaque de marbre, et datant de 1878. L’ancien porche a disparu. Son portail à voussures a conservé ses chapiteaux sculptés. La nef, longue de 28 m et haute de 14,5 m, est composée de trois travées voûtées en berceau, et séparées par des arcs doubleaux à double rouleau. Le chœur est à chevet plat, et voûté lui aussi en berceau. Avant le chœur, deux chapelles latérales forment un faux transept. Le portail de la façade sud est de style gothique (XIIIe ou début du XIVe siècle). Il a la particularité d’être encadré de deux départs d’arches allant s’appuyer sur les contreforts qui l’encadrent. Les vantaux du portail datent de 1631. La flèche du clocher a été refaite après le siège du duc d’Épernon. Quelques travaux de consolidation (rejointoiement, restauration du contrefort sud-ouest) ont été faits en 1967.
Les chapiteaux sont sculptés de visages humains et de personnages aux corps tordus par les tourments que des diables leur infligent. Les fonts baptismaux ont 4 m de diamètre. L’église est classée monument historique depuis 1862.
La Sainte-Famille de l’autel est peinte directement sur le panneau du retable, dans un style archaïque pour le XVIIe. La chaire en bois, au décor sculpté, datant du tournant des XVIIe et XVIIIe siècles, est classée.
Le mobilier de l’église comprend :
- plusieurs croix de procession, dont une en argent ornée d’émaux champlevés, du XVIe siècle (classée[108]) ;
- une sculpture sur bois en haut-relief de sainte Madeleine, dorée, du XVIIIe siècle, classée[109] ;
- l’autel et le tabernacle du couvent des dominicains, en bois doré, du XVIIe siècle (classé[110]) ;
- un tableau de la Sainte-Famille, du XVIe siècle, classé[111] ;
- un bénitier en marbre de Maurin, du XVIIe siècle[112] ;
- un tabernacle placé sous un baldaquin à six pieds, du XVIe siècle, venant du couvent des trinitaires, classé[113] ;

Enfin, le prêtre dispose de vêtements sacerdotaux au grand complet (chasuble, dalmatiques, chape, voile recouvrant le calice, bourse, étole, manipule), en satin broché, aux ornements colorés, avec une croix historiée d’un paysage, du XVIIIe siècle, ensemble unique pour le département, classé.

##### Église des Dominicains
L’église des dominicains, de style classique, est construite sur un plan relativement complexe : dans la nef, qui compte six travées, chaque travée large est suivie d’une travée étroite, toutes voûtées en berceau aplatis. Les travées étroites étaient percées d’un œil-de-bœuf, les travées larges le sont de baies carrées.
Ses six bustes reliquaires, du XVIIe siècle, sont encore de style archaïque, classés au titre objet. Elle est ornée d’une Crucifixion du XVIIe, où le Christ est entouré de tous les instruments de la Passion, de deux pénitents et de deux anges, classée. Le couvent dont elle fait partie, construit en 1683, est un monument inscrit. Le voile du Saint-Sacrement de l’église est en soie brodée d’or (67 cm sur 71). Il représente deux anges en prière de part et d’autre d’un autel sur lequel un agneau d’argent est sacrifié. Ce voile est un objet classé depuis 1908.

##### Chapelles
La commune compte encore de nombreuses chapelles :
- celle des Pénitents (clocher à trois faces, XVIIe – XVIIIe siècles) ;
- chapelle Saint-Pons à Saint-Pons (du début du XVIIe siècle, avec une nef de cinq travées[124], clocher gothique de 1437[125]), dont le mobilier comprend notamment un calice d’argent du XVIIe siècle, classé[126] ;
- chapelles aux hameaux Bas-Chardavonet du Haut-Chardavon, à Couloubroux, à Le Fau, à Maur, à  Pompiéry, aux Rémusats, au Haut-Savornin.

### Musées
- Écomusées : le tailleur, l'école d'autrefois, la bugade, la forge. Il existe aussi un musée consacré à l'élevage du mulet.

### Événements
- Chaque année, depuis 1923, le deuxième week-end du mois d'août se tient à Seyne le dernier concours mulassier de France (élection des plus beaux mulets avec différentes catégories). L'élevage de chevaux et, surtout de mulets, pour lesquels il existait à l'époque de vastes débouchés commerciaux est traditionnel dans la vallée de la Blanche et a assuré une certaine prospérité. Il est attesté dès les années 1300 et a duré jusqu'aux années 1950 et la mécanisation de l'agriculture. Il a atteint son point culminant au XIXe avec le développement des moyens de transports, permettant non seulement d'approvisionner les marchés locaux en Provence, Languedoc et Dauphiné mais aussi en Espagne, Italie et Algérie. De plus, le développement dans l'armée française de régiments "alpins " (artillerie, infanterie et chasseurs) favorisa l'emploi régulier et massifs de mulets lors des deux guerres mondiales et encore en Algérie. L'armée française a cessé d'employer des mulets en 1975 mais la nécessité de développer l'usage de petits groupes mobiles et autonomes difficilement repérables en montagne pourrait un jour relancer l'intérêt de leur utilisation. Cependant, en 2021, le 7e bataillon de chasseurs alpins a réintroduit deux mulets en « auxiliaires logistiques ». Les Alpini, troupes de montagne italiennes, ont également employé des mulets, depuis la fondation de leur corps en 1872, jusqu'en 1993. L'Armée de terre indienne, en 2019, dispose de 6 000 mules.
- Malgré le développement de la mécanisation agricole, l'élevage du mulet se maintient encore aujourd'hui dans la vallée de Seyne. Outre son utilité pour certaines activités de loisirs (port de charges lors de randonnées), l'emploi du mulet est respectueux de l'environnement en ne participant pas au ravinement des sols et à la pollution de l'air pour tout un ensemble d'activités agropastorales (débardage forestier, vendanges, estivage des moutons...).
- Le deuxième week-end d'octobre est organisée la foire d'automne (bovins, équins et quelques autres animaux)

### Personnalités liées à la commune
- Jean Codure, (1508-1541), un des dix premiers jésuites, cofondateurs de la Compagnie de Jésus, né à Seyne.

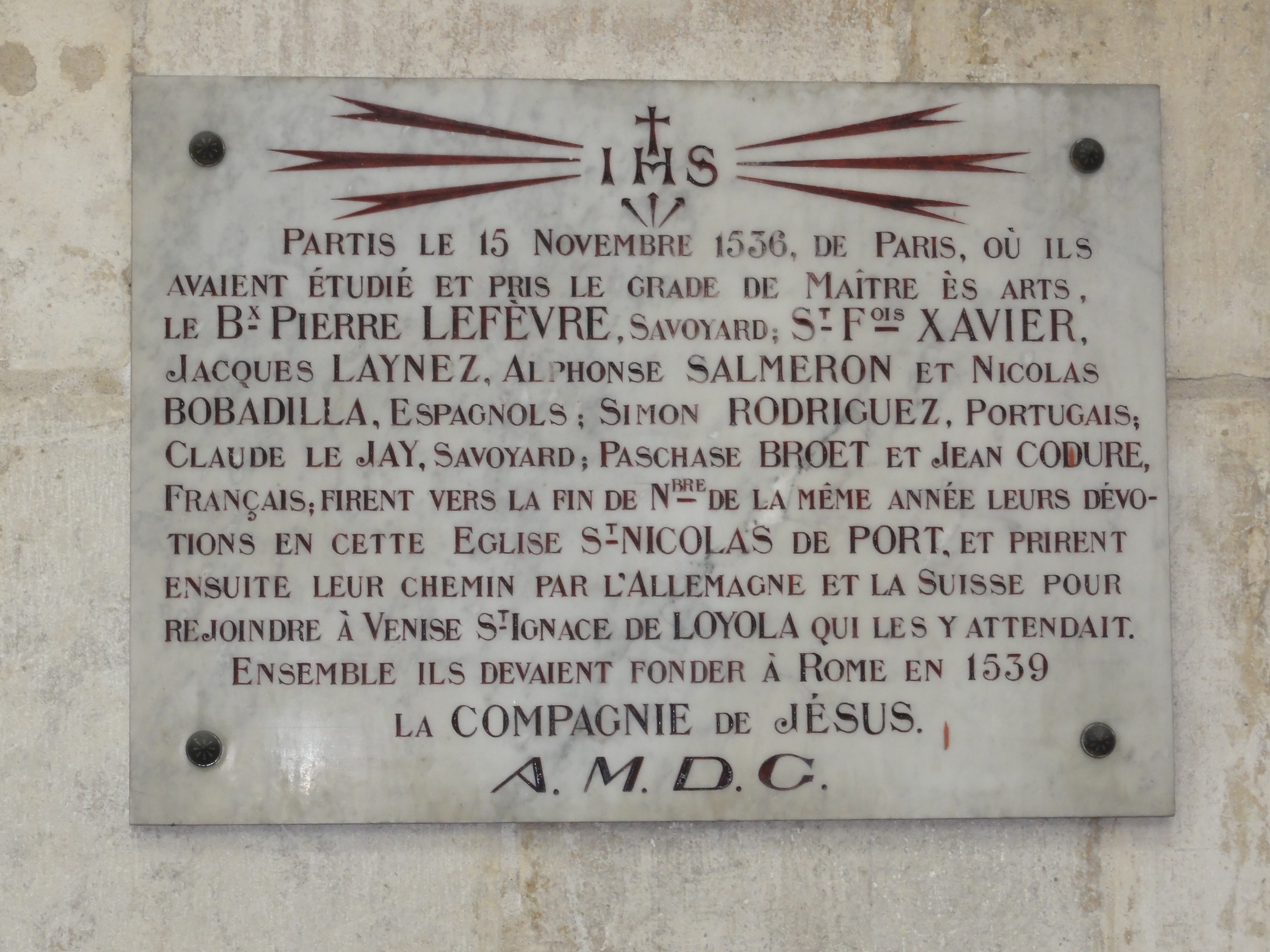
Plaque dans la basilique Saint-Nicolas-de-Port, mentionnant Jean Codure

- Antoine Laugier, né à Seyne, mort à Aix en 1709, historien de l’ordre des Trinitaires[127]
- L'écrivain Jean Proal (1904-1969)
- Jacques Clarion, né le 12 octobre 1776 à Saint-Pons, décédé à Garches en 1844, pharmacien de l'armée d'Italie[128] puis pharmacien personnel par quartiers de Napoléon Ier, directeur de la Pharmacie impériale de Fontainebleau, membre de l'Académie de pharmacie, professeur à la faculté de médecine de Paris.
- L'historien abbé Alibert[129]
- Antoine Albert, Curé  de Seyne-les-Alpes de 1756 à 1802, diplômé en droits canon et civil de l’université de Paris, et docteur en théologie[130]
- la famille Rémusat
- Pierre Antoine Chauvet (1728-1808), député à la Législative, né à Seyne
- Marc-Antoine Savornin (1753-1816), né à Seyne, député à la Convention nationale sous la Révolution française, ayant voté la mort de Louis XVI.
- Joseph Savornin, entrepreneur de transports, adjudicataire chargé du transport en France d'une partie des œuvres d'art prises en Italie lors des campagnes de Napoléon et convoyées jusqu'au musée du Louvre à Paris
- Abbé Louis Savornin (1793 -1868), né à Seyne, secrétaire des aumônes de Charles X puis prêtre de la Chapelle expiatoire en mémoire de Louis XVI et de Marie-Antoinette, auteur d'une substantielle notice historique sur ce monument (1866).
- Saint Jacques Honoré Chastan (1803-1839). Né à Marcoux, sa mère était originaire de Seyne (hameau de Pompiery). Prêtre du diocèse de Digne rattaché aux Missions étrangères de Paris, il fut martyrisé en Corée (canonisé le 6 mai 1984).
- François Massot (né le 9 juin 1940 à Seyne), député à l’Assemblée nationale des années 1970 à 1990
- Joseph Michel (1821-1885), né à Seyne, député en 1871 et sénateur de 1876 à 1885.
- Joseph Pommier (1808-1888), né à Seyne, mort à Nancy chef de bataillon d'infanterie, officier de la Légion d'honneur. Vétéran des campagnes d'Algérie, d'Italie et contre l'Allemagne, il offrit une somme pour construire une chapelle pour les anciens combattants à Seyne (dite chapelle d'Hermitte, sur la route de Selonnet).
- Pierre Martin Borély de la Sapie (1814-1895), né à Seyne, Colon en Algérie[131], agriculteur, premier maire de Boufarik (Alger), maire de Blida, officier de la Légion d'honneur, conseiller général d'Alger, président de la commission consultative d'agriculture du département d'Alger, membre de nombreuses commissions[132]. Il fit ses études classiques au Lycée d'Avignon et se distingua pendant l'épidémie de choléra (1841). Venu en Algérie en 1843 et obtint une concession à 4 km de Boufarik. Dans ce lieu insalubre, en deux ans, il procéda à l'assainissement du sol par assèchement de marécages et y implanta une propriété agricole florissante, le domaine de Soukaly : 80 hectares irrigués, plantation de 45 hectares de vignes, 30 hectares d'orangeries, de plantations de toutes sortes d'arbres fruitiers, de mûriers, de vignes, prairies, troupeaux de vaches, élevage de chevaux, bâtiments de ferme et villas. En 1905, le centre de population de Sidi Ali, sur la commune mixte de Djendel, près de Médéa, dans le département d'Alger, fut baptisé en son honneur  "Borély-la-Sapie" (renommé Ouamri depuis 1962). Sa statue figurait sur le Monument de la colonisation de l'Algérie à Boufarik. Sous son impulsion, plusieurs habitants de Seyne et des environs partirent chercher fortune en Algérie plutôt qu'en Amérique.
- Denis Théophile Louis Bayle (1856-1944), syndicaliste, né au Vernet, il fut cultivateur au hameau de Maure de Seyne puis entra aux PTT. Militant de la Confédération Générale du Travail, il fut de longues années le secrétaire général de la fédération des PTT des Hautes-Alpes. Il dirigea le mouvement des grèves postales au début du XXe siècle à Gap (Dictionnaire Maitron du Mouvement ouvrier français et (L. et M. Most, Les cantons de Seyne et du Lauzet dans la première moitié du siècle, 2003, p. 106-107 et 312..). Sa nièce, Louise Bayle Frangi (1894-1988), institutrice, fut également syndicaliste. Elle était membre du Syndicat national des instituteurs (SNI) et siégea de part et d'autre de la Seconde Guerre mondiale au Conseil départemental de l'Enseignement des Basses-Alpes avec Ernest Borely. Son époux, l'entrepreneur Fernand Frangi (1890-1963), fut président du Syndicat intercommunal d'électrification des cantons de Seyne, Le Lauzet et Turriers (L. et M. Most, Les cantons de Seyne et du Lauzet dans la première moitié du siècle, 2003, p. 27 et 106-107).
- Maria Borely (1890-1963), née Maurin et son époux Ernest Borely (1888-1961), furent instituteurs à Seyne durant la Première Guerre mondiale. Maria Borely est l'un des écrivains majeurs de la Haute-Provence, au même titre que Jean Giono et Jean Proal. Ernest Borely, militant au Syndicat national des Instituteur et au parti socialiste SFIO membre du Conseil départemental de l'Enseignement des Basses-Alpes. Instituteur dans les classes primaires du lycée Gassendi à Digne puis inspecteur de l'enseignement technique à Digne, il fut un membre actif de la résistance et président du Conseil général des Basses-Alpes de 1945 à 1959 (dictionnaire Maitron du Mouvement ouvrier).
- Henri Joseph Zeller (1896-1971), né à Besançon, officier d'active lors des deux guerres mondiales, il était le commandant des FFI dans les Alpes et se rendit à plusieurs reprises dans les maquis de Selonnet et Seyne. Nommé général, il fut gouverneur militaire de Metz puis de Paris, chef de l’État-major général des armées.
- Maurice Cammaerts (1916-2006) fut le responsable du SOE dans les Basses-Alpes et se rendit à diverses reprises dans les maquis de Seyne et Selonnet avec Henri Zeller. Après 1945, il fut directeur d'un centre de formation d’instituteurs en Angleterre puis professeur aux universités d'Exeter et du Botswana.
- Joseph Kessel (1898-1979) et son neveu Maurice Druon (1918-2009), écrivains, membre de l'Académie française, ont vécu à Seyne à l'Hôtel Bellevue en 1940 et 1941 (L. et M. Most: "Les cantons de Seyne et du Lauzet dans la première moitié du siècle, 2003, préface de Maurice Druon). Joseph Kessel y travailla à son roman "Le tout du Malheur" et Maurice Druon commença à y rédiger son roman "La dernière brigade", publié en 1946 et sa pièce "Mégarée".
- Jacques Le Goff (1924-2014), historien médiéviste, né à Toulon, a séjourné à Seyne dans les années 1940.
- Claude Savornin (né en 1946), professeur agrégé en chirurgie orthopédique, général du service de santé des armées, chevalier de la légion d'honneur, officier de l'ordre national du mérite, chevalier des palmes académiques, membre de l'académie nationale de chirurgie, auteur de différents ouvrages dont des recueils de poésie, a grandi a Seyne.

### Héraldique
| Blason de Seyne | Blason  | D'azur à trois colonnes rangées en pointe surmontées d'une croix potencée cantonnée de quatre croisettes (croix de Jérusalem), toutes d'or. |
| Blason de Seyne | Détails | Le statut officiel du blason reste à déterminer.                                                                                            |